# Hijito de mamá
El término hijito de mamá es una jerga que describe peyorativamente a un varón que tiene un alto grado de dependencia emocional o afectiva a su madre, sea ésta biológica o adoptiva, pero que ya está en edad en la que socialmente se espera que sea autosuficiente, pudiendo llegar incluso a niveles patólogicos. El diminutivo hijito es usado con una connotación burlesca como señal de debilidad y en algunos casos, de afeminamiento. No debe confundirse con la expresión soez en español hijo de puta, donde en algunos casos, de manera eufemística se utiliza la expresión «hijo de su mamá», con un significado e intención diferentes. 

## Punto de vista clínico
Desde el psicoanálisis clásico freudiano, el término complejo de Edipo denota el deseo inconsciente de un niño de tener relaciones sexuales con el padre del sexo opuesto. Sigmund Freud escribió que la identificación de un niño con el padre del mismo sexo es la resolución exitosa del complejo de Edipo.
Esta teoría fue extendida erradamente mediante la psicología popular en los años 1940 por psiquiatras y sociólogos en Estados Unidos, quienes postularon sin evidencia contundente que los menores de edad que tienen demasiado apego o demasiada distancia de sus madres, presentan dificultades en su desarrollo psicosocial y psicosexual, causando una serie de afecciones como autismo, asma, esquizofrenia, homosexualidad, etc, siendo en este último aspecto uno de los argumentos de sustento para continuar con el tratamiento de la homosexualidad como trastorno.
En 1971, el psiquiatra infantil Aman U. Khan publicó un artículo centrado en las interacciones madre-hijo llamado «Síndrome del "niño de mamá"». En la actualidad esta temática es objeto de estudio y análisis por la psicología educativa, especialmente en lo referente a los diferentes tipos de estilo de crianza parental.

## Otros términos similares
- En algunos países de Hispanoamérica se emplea de manera similar el término pollerudo, en alusión a que metafóricamente, sería alguien que está apegado a las polleras [de su madre].
- Para la variante paterna, hijito de papá, es otro término parecido pero referido exclusivamente al hombre proveniente de familia con altos ingresos y con una dependencia económica de sus padres, convirtiéndose en una carga para ellos.[5]
- Para el caso femenino paterno, hija de papá, neologismo acuñado por el psicoterapeuta alemán Bert Hellinger para su teoría de constelaciones familiares, se trata de una variante donde la niña entra en conflicto con la madre por el protagonismo en la vida del padre, con una serie de actitudes conscientes e inconscientes, donde ser una niña mimada y consentida por su padre crea una conducta arrogante en ella.[6] En algunos casos se encuentra asociado psicoanalíticamente al complejo de Electra.

## Cultura popular
- El personaje de Quico en la serie de televisión mexicana El Chavo del 8, representa de manera estereotipada y caricaturizada la imagen de un hijito de mamá.